# Córdoba nicaraguense
Il córdoba nicaraguense (codice ISO 4217: NIO) è la valuta ufficiale del Nicaragua. È divisa in 100 centavo.

## Etimologia
Questa valuta fu intitolata al fondatore del Nicaragua Francisco Hernández de Córdoba.

## Storia
Il Córdoba fu introdotto il 20 marzo 1912, in sostituzione del peso con un tasso di cambio di 12½ pesos = 1 córdoba e in origine equivaleva al dollaro statunitense.
Il 5 febbraio 1988, fu introdotto il "nuovo córdoba" (nueva córdoba) con un cambio di 1 000 "vecchi" córdoba.
Il 30 aprile 1991 è stato reintrodotto il córdoba, chiamato anche  córdoba oro, con un valore di 5 milioni di  "nuovo córdoba".
Nel marzo 2006 17 cordoba oro valevano un dollaro.

## Monete
- 5 centavo
- 10 centavo
- 25 centavo
- 50 centavo
- 1 córdoba
- 2 córdoba
- 5 córdoba
- 10 córdoba

## Banconote
- 10 córdoba
- 20 córdoba
- 50 córdoba
- 100 córdob
- 200 córdoba
- 500 córdoba
- 1000 córdoba

## Andamento storico dei tassi di cambio
- 1 USD =
  - 34.3356 córdoba (8 maggio 2020)
  - 18.032 córdoba (24 aprile 2007)
  - 17.066 córdoba (5 giugno 2006)
  - 17.1754 córdoba (13 gennaio 2006)
  - 16.300 córdoba (aprile 2005)
  - 15.5515 córdoba (dicembre 2003)

- 1 EUR =
  - 37.2218 córdoba (8 maggio 2020)
  - 24.583 córdoba (24 aprile 2007)
  - 22.1168 córdoba (5 giugno 2006)
  - 19.910 córdoba (gennaio 2006)
  - 21.361 córdoba (aprile 2005)
  - 19.6462 córdoba (dicembre 2003)